# Chris Booth
Chris Booth (Kerikeri, 1948) is een Nieuw-Zeelandse beeldhouwer.

## Leven en werk
Booth werd geboren in Kerikeri in de regio Northland op het Noordereiland van Nieuw-Zeeland. Hij studeerde van 1967 tot 1968 beeldende kunst aan de University of Canterbury in Christchurch. Aansluitend werkte hij gedurende twee jaar in Engeland in het atelier van de gerenommeerde beeldhouwster Barbara Hepworth (1903-1975) in Cornwall, alsmede bij andere beeldhouwers in Engeland en Duitsland. In 1982 kreeg hij de Frances Hodgkins Fellowship en was hij artist in residence aan de University of Otago in Dunedin.
De kunstenaar woont en werkt in zijn geboorteplaats Kerikeri en heeft zich gespecialiseerd in land art- en zogenaamde site specific-projecten, die hij ter plekke uitvoert. Sommige projecten duren vaak maanden of jaren van voorbereidende werkzaamheden tot de oplevering. Zo verbleef hij voor het project bij het Kröller-Müller Museum gedurende 2004 en 2005 in Nederland.

## Werken (selectie)
- Rainbow Warrior Memorial (1988/90), Matauri Bay (Noordeiland)
- Peacemaker (1991)[1], Wellington Botanic Garden
- Slate Flight (1995), beeldenroute Grizedale Forest
- Keeper of the Flame (1997), Evandale Sculpture Walk in Gold Coast, Queensland
- Spinney Cairn (1998), Glastonbury, Somerset
- Stele di Sella (1998), Arte Sella in Borgo Valsugana (Italië)
- Sky Stone Strata (2000), Hampstead in Londen
- Steinberger Strata (2000), Erlebniswelt steinzeichen in Nedersaksen
- Îles des Silences (2001), Saint-Étienne-des-Grès (Quebec), Canada
- Strata (2001), Axa Plaza in Melbourne
- Varder III (2003)[2], Tietjerk
- Echo van de Veluwe (2004/05), Beeldenpark van het Kröller-Müller Museum in Otterlo
- Te Whiringa o Manoko (1978/2009) in Kerikeri, Nieuw-Zeeland
- Wurrungwuri[3], Botanical Gardens in Sydney (Australië)

## Fotogalerij

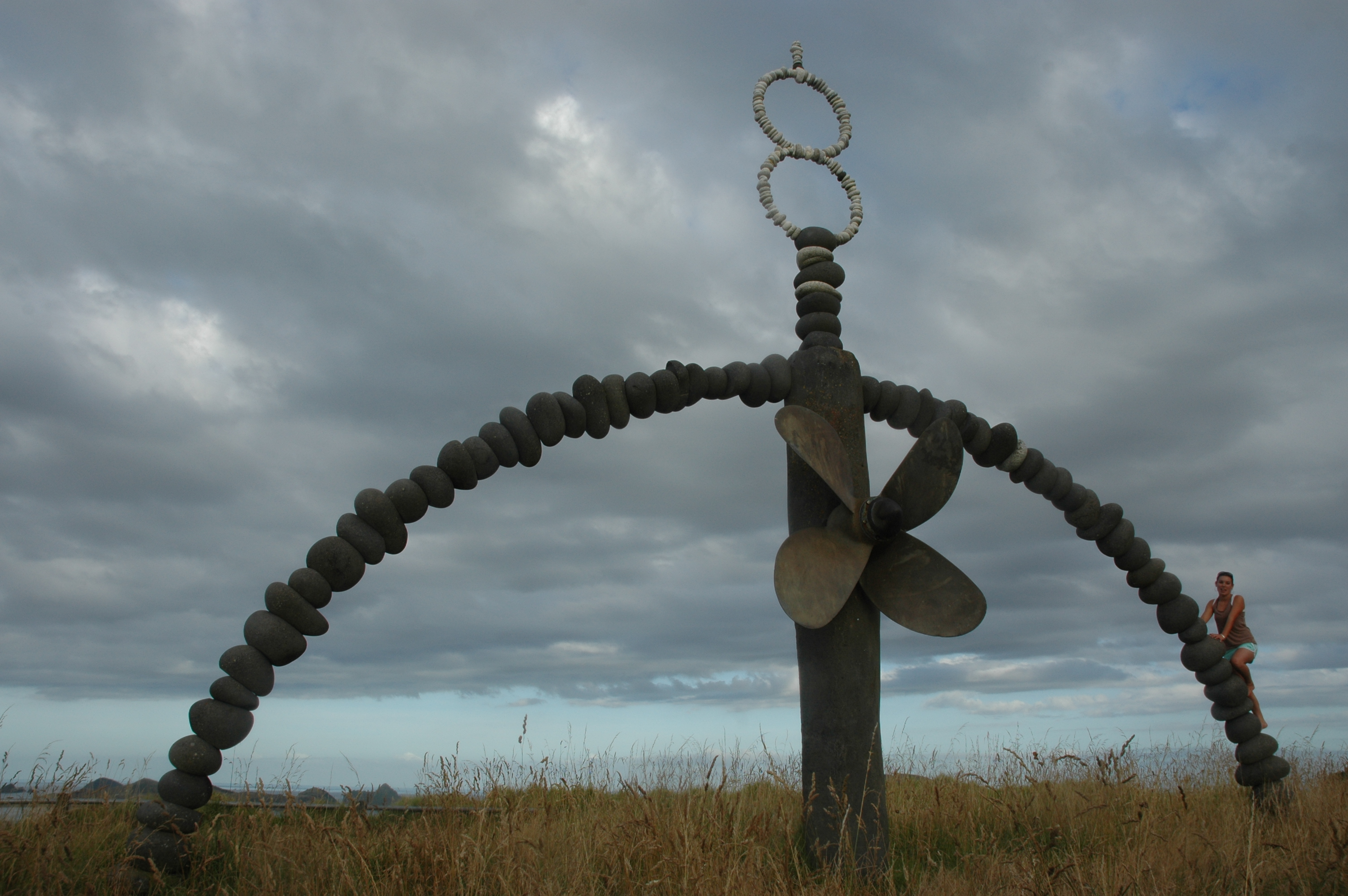
Rainbow Warrior Memorial
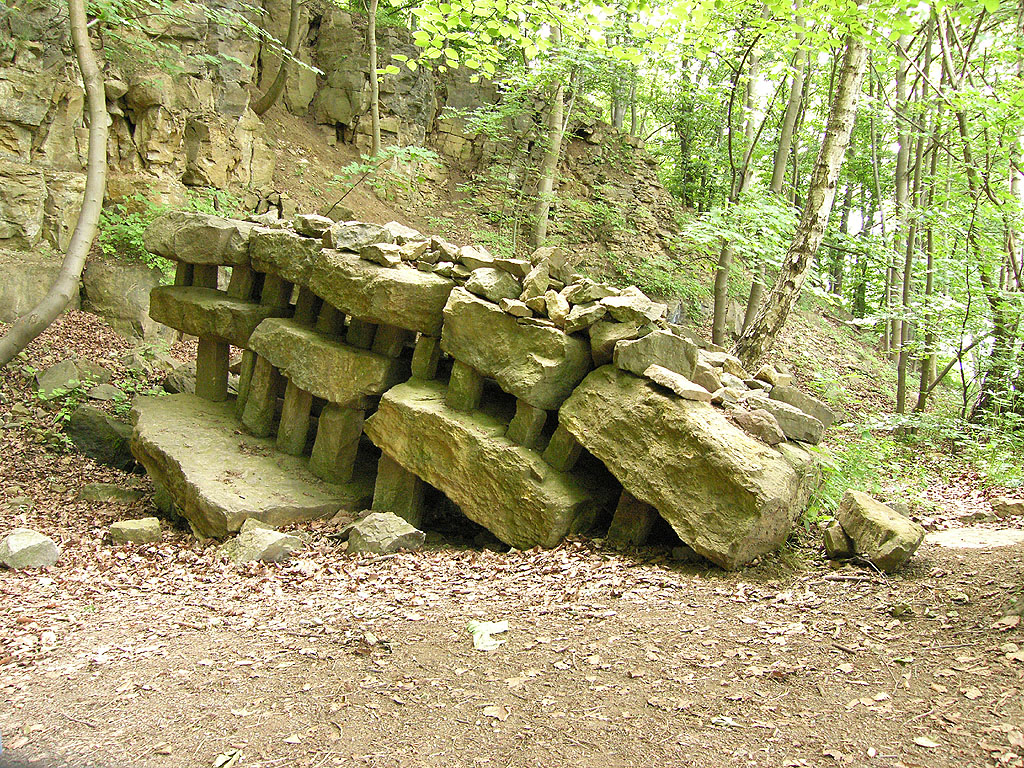
Steinberger Strata
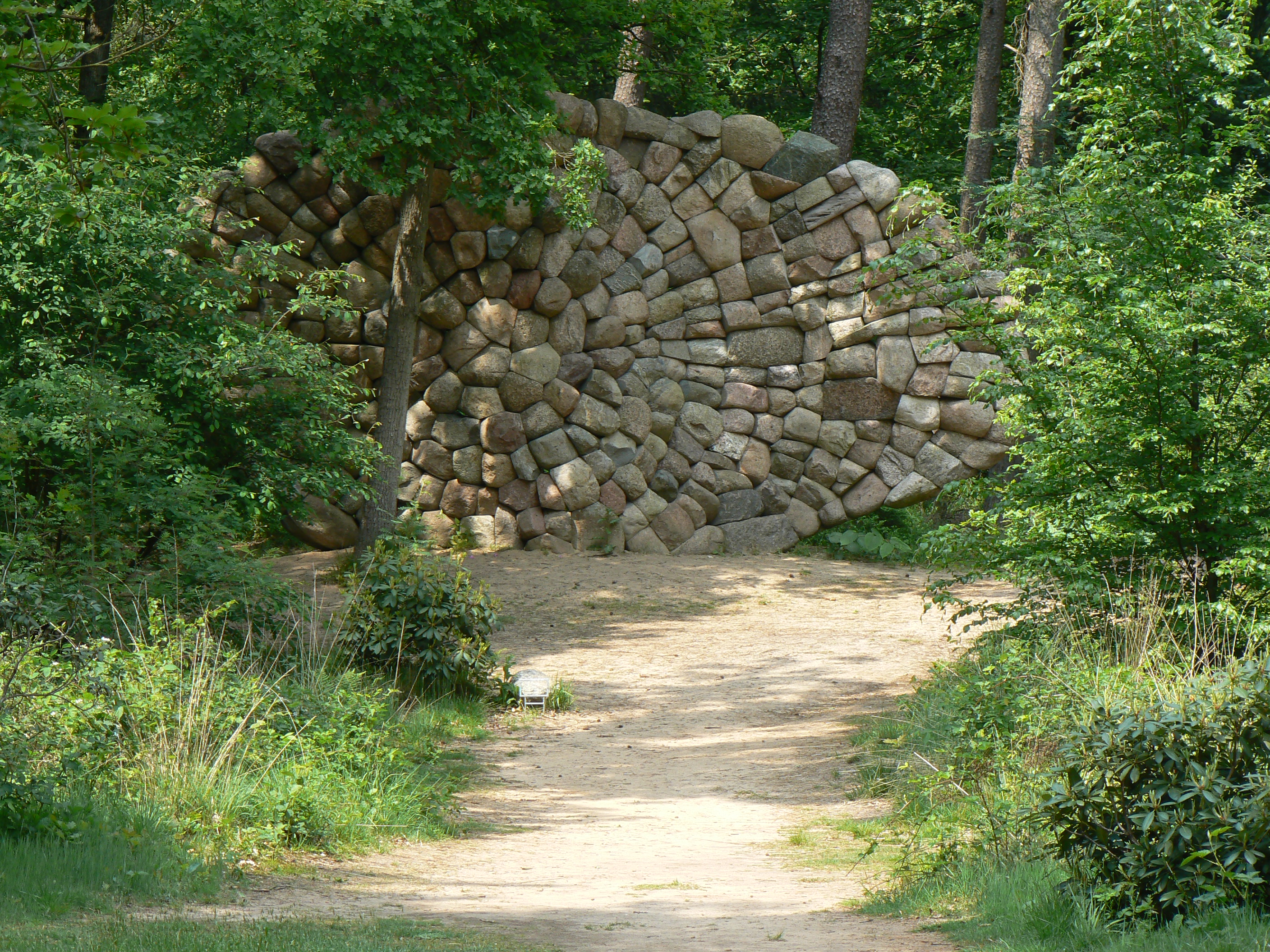
Echo van de Veluwe
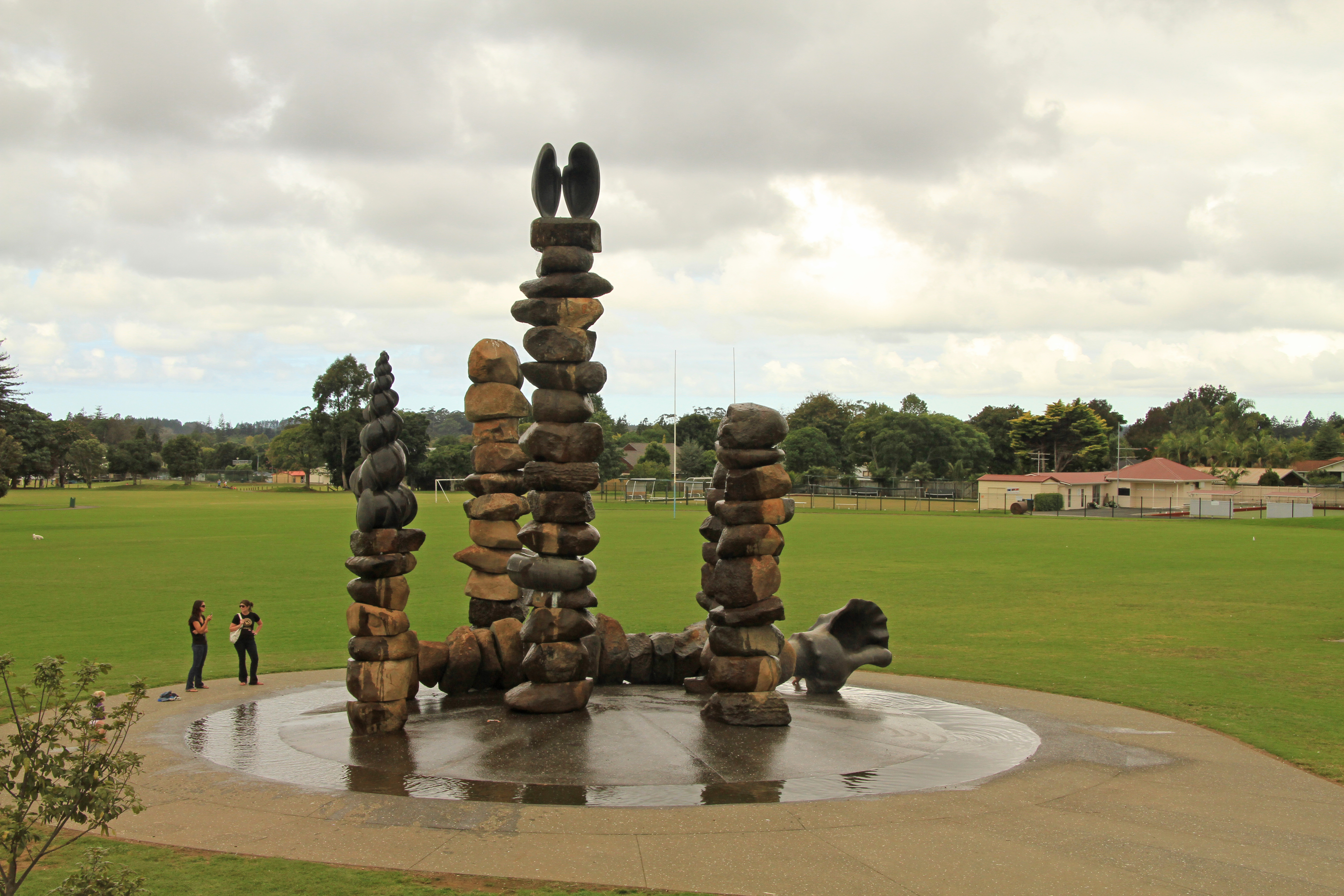
The Whiringa o Manoko